# 西尾村 (徳島県)
西尾村（にしおそん）は、徳島県麻植郡にあった村。現在の吉野川市鴨島町の西部にあたる。

## 地理
- 河川 ： 吉野川、飯尾川、麻名用水

## 歴史
- 1889年（明治22年）10月1日 - 町村制の施行により、飯尾村・敷地村・西麻植村および上下島村の一部の区域をもって発足。
- 1954年（昭和29年）3月31日 - 鴨島町・森山村・牛島村と合併し、改めて鴨島町が発足。同日西尾村廃止。

## 交通

### 鉄道路線
- 日本国有鉄道
  - 徳島本線（現・徳島線）
    - 西麻植駅

### 道路
- 国道192号